# اوژن گرین
اوژن گرین (فرانسوی: Eugène Green‎؛ زادهٔ ۲۸ ژوئن ۱۹۴۷) فیلم‌ساز، نمایش‌نامه‌نویس و نویسنده اهل فرانسه است. او به خاطر تربیت گروهی از نسل جوان هنرپیشگان تئاتر فرانسه با احیای تکنیک تئاتر باروک و همچنین به خاطر دکلمه‌هایش شهرت دارد.